# Кэмпбелл, Дональд Малкольм
Дональд Малкольм Кэмпбелл (англ. Donald Malcolm Campbell; 23 марта 1921, Кингстон-апон-Темс, Суррей — 4 января 1967, Конистон-Уотер, Камбрия) — британский гонщик, автор абсолютных мировых рекордов скорости на воде и суше. Остаётся единственным человеком, который установил мировые рекорды скорости на суше и воде в одном году.

## Биография
Родился 23 марта 1921 года в Кингстоне-на-Темзе (по другим данным в городе Райгит) графства Суррей в семье гонщика Малкольма Кэмпбелла и его второй жены Дороти Эвелин Уиттолл.	
Дональд посещал школу Св. Петра в городе Сифорд. В начале Второй мировой войны он добровольно вызвался в Королевские воздушные силы, но не смог служить из-за болезни ревматической лихорадкой (суставный ревматизм). Тогда он присоединился к компании Briggs Motor Bodies Ltd. в городе West Thurrock, где стал инженером по техническому обслуживанию. Впоследствии он был акционером небольшой инжиниринговой компании Kine engineering, занимающейся производством станков. После смерти отца он занялся гонками на воде и на суше.

### Достижения в гонках

#### На воде
Дональд предпринял попытки поставить рекорды скорости летом 1949 года, используя старую лодку своего отца — Blue Bird K4, несколько изменив её название на Bluebird K4. Его первые достижения не были успешными, хотя он близко подошел к существующему рекорду своего отца. Дальнейшие испытания его команда продолжила на озере Конистон-Уотер в 1950 году, когда американец Стэнли Сейрес поднял рекорд на воде до 257 км/ч. Зимой 1950/1951 годов Bluebird K4 была модифицирована, и в сентябре 1951 года Кэмпбелл разогнал свой гидроплан до 270 км/ч, что, однако, привело к разрушению лодки.

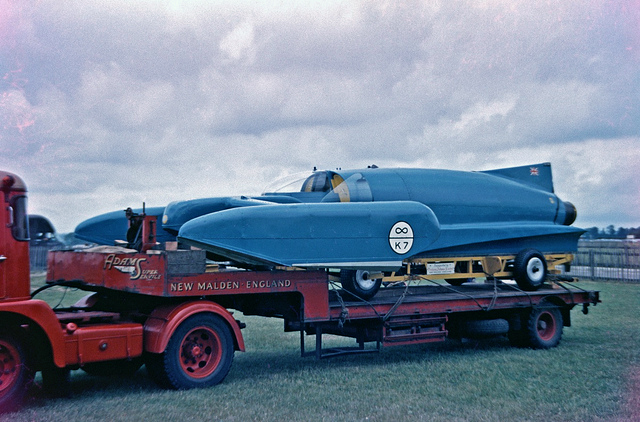
Bluebird K7 в 1960 году

Стэнли Сейрес в следующем году поднял рекорд до 286 км/ч. В это время другой британский потенциальный претендент на рекордные показатели скорости на воде — Джон Кобб разработал турбореактивный гидроплан Crusader и начал испытания на озере Лох-Несс осенью 1952 года. Кобб трагически погиб при испытаниях, Кэмпбелл был опустошен потерей коллеги, но всё равно он решил вернуть рекорд скорости Великобритании, построив новый гидроплан.
В начале 1953 года он начал разработку собственного усовершенствованного цельнометаллического гидроплана Bluebird K7 с реактивным двигателем, чтобы бросить вызов рекорду, который принадлежал на тот момент американцам. И в период с июля 1955 по декабрь 1964 года он установил семь мировых рекордов скорости на воде, последний из которых составил 444,71 км/ч (276,33 миль в час).

#### На суше
После установления рекордов скорости на воде, Дональд Кэмпбелл решил повторить свой успех на суше и начал строить для этого в 1956 году новый автомобиль. Желая создать автомобиль, который бы продемонстрировал достижения британских инженеров, он привлёк к этому проекту известные компании: Dunlop, BP, Lucas Automotive, Smiths Industries, Rubery Owen и многие другие. В результате его детище — машина Bluebird-Proteus CN7 — была разработана для достижения скорости в 475-500 миль в час и построена к весне 1960 года.
После испытаний на малой скорости, проведённых на автодроме Гудвуд в Сассексе, в июле CN7 была доставлена на соляные равнины в Бонневилле (штат Юта, США), где состоялся последний триумф его отца в сентябре 1935 года. Испытания изначально прошли успешно, но в шестом заезде Кэмпбелл потерял контроль над автомобилем на скорости более 360 миль в час и потерпел крушение. Только конструкция машины спасла ему жизнь, хотя он был госпитализирован с травмой черепа и разрывом барабанной перепонки. Компания Rubery Owen предложила восстановить автомобиль, так как Дональд решил продолжить испытания, чтобы затем уйти в отставку как бесспорный чемпион скорости, став достойным преемником своего отца.
Кэмпбелл решил не возвращаться в Юту, так как чувствовал, что трасса в Бонневилле была слишком короткой для рекордного заезда, а соляная поверхность неудовлетворительной. После долгих поисков было выбрано озеро Эйр в Южной Австралии, где можно было выбрать трассу длиной 32 км. К лету 1962 года Bluebird CN7 была восстановлена и в конце года отправлена в Австралию для новой попытки установления рекорда. Но с началом заездов пошли дожди, и к маю 1963 года много лет до этого сухая поверхность озера покрылась водой. Заезды были прекращены. Задача для Кэмпбелла усложнилась ещё тем, что в июле 1963 года в Бонневилле американец Крейг Бридлав разогнал свой чисто реактивный автомобиль Spirit of America до скорости 407,45 миль в час (655,73 км/ч). Хотя машина не соответствовала правилам FIA, в глазах мира Бридлав стал самым быстрым человеком на Земле. Дональд Кэмпбелл вернулся в Австралию в марте 1964 года, но поверхность сохла медленно и только в июле 1964 года он смог показать приличные скорости. 17 июля он совершил два заезда по ещё влажной трассе, установив новый рекорд скорости на суше — 403,10 миль в час (648,73 км/ч).

#### Снова на воде
Теперь Кэмпбелл планировал ещё раз побить рекорд скорости воды с Bluebird K7 — сделать то, к чему стремился много лет — установить рекорды на суше и на воде в один год. Это ему удалось в последний день 1964 года на озере Dumbleyung близ Перта, Западная Австралия, достигнув скорости в 276,33 миль в час (444,71 км/ч). Таким образом он стал первым и единственным на сегодня человеком, который установил рекорды скорости на суше и на воде в одном году.
Видя, что использование реактивных двигателей может существенно увеличить скорость, он приступил к разработке нового гидроплана Bluebird Mach 1.1 для установления сверхзвукового рекорда скорости на воде. Bluebird Mach 1.1 был относительно компактным решением с простым дизайном и оснащён ракетными двигателями Bristol Siddeley BS.605, разработанным для военных самолётов. Весной 1966 года Кэмпбелл решил приступить к установлению рекорда, его целью были 300 миль в час (480 км/ч), для чего Bluebird K7 был оснащён более лёгким и более мощным двигателем Bristol Orpheus от реактивного самолёта Folland Gnat. Модифицированный гидроплан был доставлен на Конистон-Уотер в начале ноября 1966 года, но испытания не увенчались успехом из-за плохой погоды, из-за которой в воздухозаборники, а затем в двигатель попало много мусора. К середине декабря были сделаны ещё несколько скоростных заездов, превышающих 250 миль в час (400 км/ч), но всё это было ниже существующего рекорда Кэмпбелла. К концу декабря, после модификаций топливной системы и замены топливного насоса, Кэмпбелл ожидал лучшей погоды, чтобы предпринять новую попытку установления рекорда.

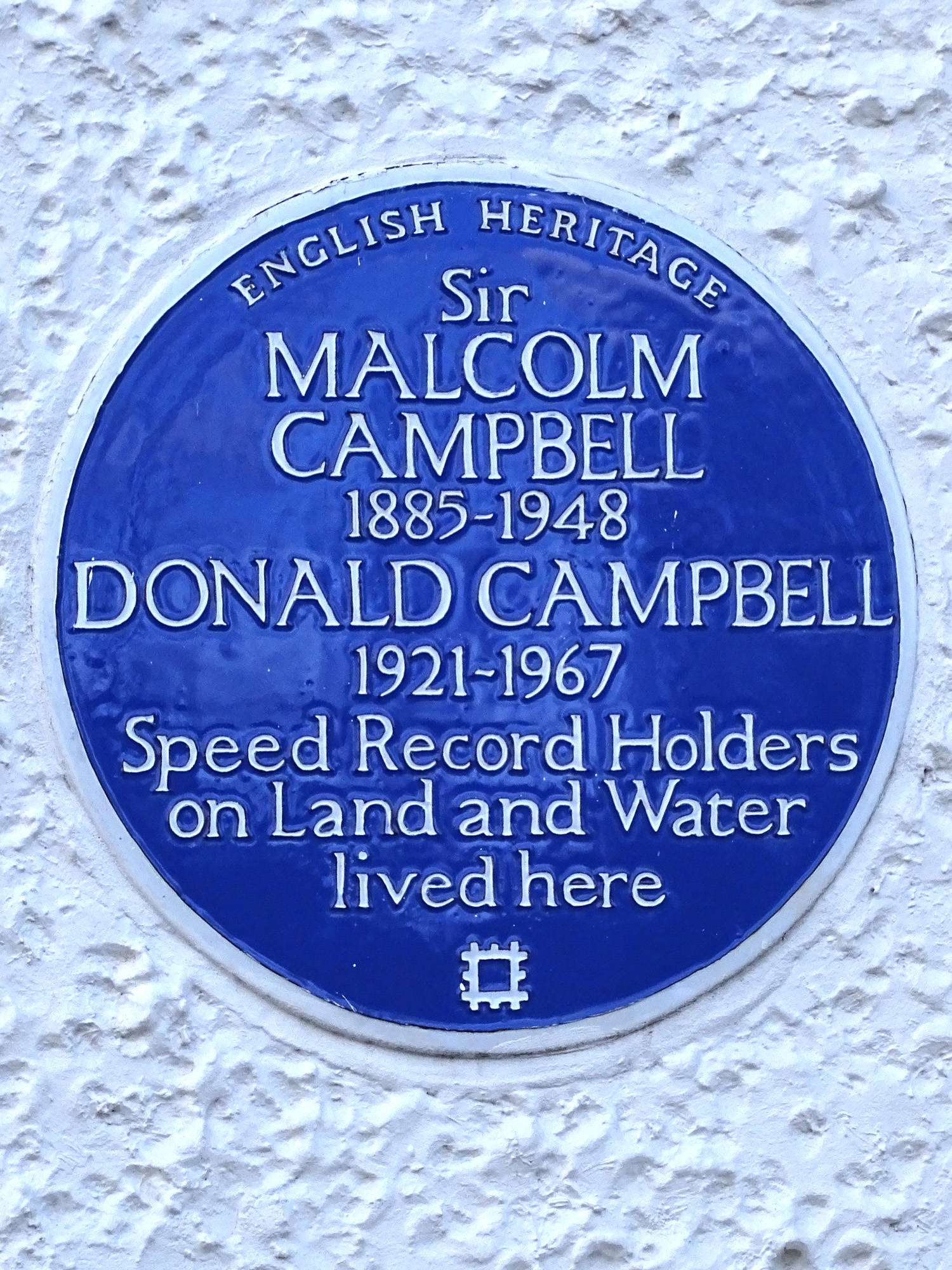
Синяя табличка в честь Дональда Кэмпбелла и его отца Малкольма

4 января 1967 года погодные условия стали наконец подходящими для заезда. Испытания начались утром, и в первом тестовом заезде Кэмпбелл проехал со скоростью около 459 км/ч. Второй заезд проходил с ещё бо́льшей скоростью, достигавшей 480 км/ч, но из-за изменившейся в худшую сторону погоды, вызвавшей сильный ветер, (по другой версии — из-за волны, поднятой во время предыдущего заезда) катер взлетел над водой и взорвался. Спасатели быстро прибыли на место катастрофы, но им не удалось найти ни тела гонщика, ни остатков его одежды.
Лишь весной 2001 года профессиональный дайвер Билл Смит (англ. Bill Smith) обнаружил затонувший гидроплан, который был поднят 8 марта 2001 года. Через два месяца — 28 мая 2001 года — нашли и подняли тело Дональда Кэмпбелла. Его похоронили 12 сентября 2001 года на берегу Конистон-Уотер на кладбище Coniston Graveyard в местечке Конистон рядом с озером. На похоронах присутствовали члены семьи Кэмпбелла, а также члены его бывшей команды и поклонники. Стив Хогарт, солист группы Marillion, исполнил в честь выдающегося гонщика посвящённую ему песню «Out of This World».

### Личная жизнь
Дональд Кэмпбелл, как и его отец, был трижды женат:
- на Дафни Харви (Daphne Harvey) в 1945 году, от неё дочь — Джорджина Кэмпбелл (Georgina Campbell, род. 1946);
- на Дороти МакКегг (Dorothy McKegg) в 1952 году;
- на Тони Берн (Tonia Bern) в 1958 году и до конца его жизни.